# Squadrismo
Lo squadrismo fu un fenomeno politico-sociale verificatosi in Italia a partire dal 1919 che consistette nell'uso di squadre d'azione paramilitari armate che avevano lo scopo d’intimidire e reprimere violentemente gli avversari politici, specialmente quelli appartenenti al movimento operaio; fu in breve tempo assorbito dal fascismo che lo usò come strumento della propria affermazione.
Sono state elencate varie cause e fattori concomitanti della violenza squadrista: la motivazione principale fu la lotta di classe dei possidenti contro l'organizzazione sindacale operaia e contadina, condotta soprattutto per iniziativa dei proprietari, ma talvolta anche per reazione alle violenze operaie del biennio rosso; a essa si accompagnarono però altre concause: la lotta per il potere amministrativo a livello locale; le finalità propagandistiche e intimidatorie degli atti di violenza; gli effetti psicologici e sociologici della prima guerra mondiale da poco conclusa, la quale aveva esacerbato i conflitti sociali e abituato gli animi alla violenza; la debolezza dell'apparato repressivo dello Stato, che non contrastò adeguatamente lo squadrismo; altre cause ancora, che tennero in vita le squadre anche dopo che queste ultime ebbero vinto lo scontro di classe contro gli operai e i contadini, vale a dire: le ambizioni dei ras locali, l'esigenza di conquistare definitivamente il potere politico, le lotte di potere interne al fascismo, il cameratismo fra gli squadristi.

## Storia

### La smobilitazione e l'arditismo

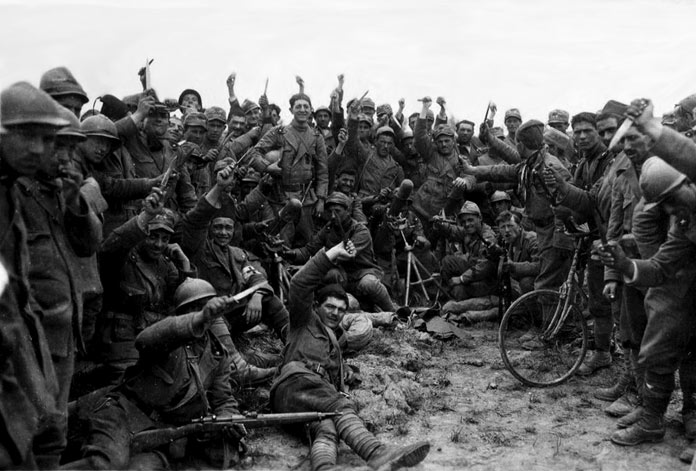
Gruppo di arditi, agitanti il pugnale

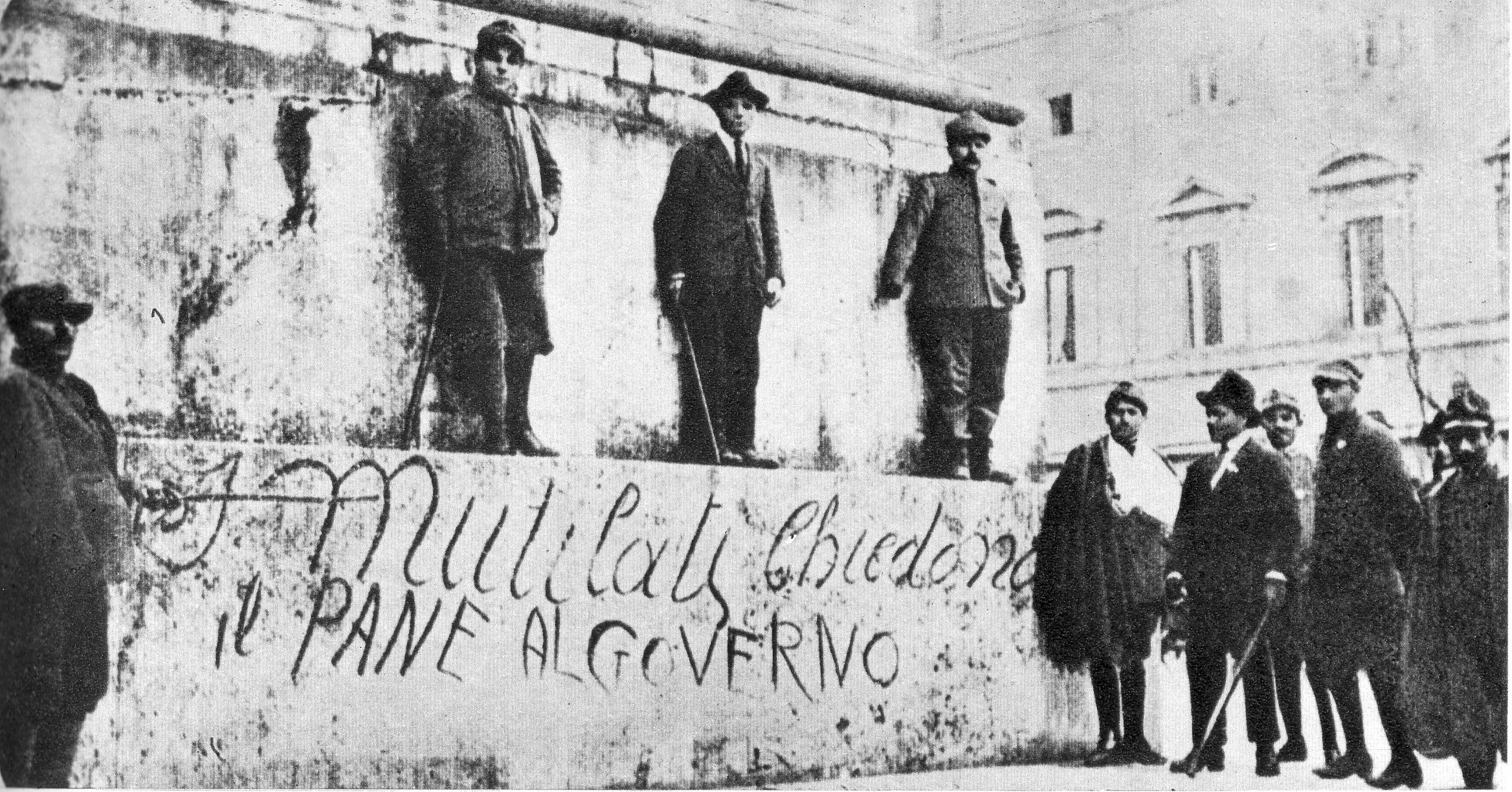
Manifestazione di protesta organizzata dall'Associazione Nazionale Mutilati ed Invalidi di Guerra

La smobilitazione avvenuta al termine della prima guerra mondiale aveva prodotto una grande quantità di reduci, che una volta rientrati nella vita civile si ritrovarono disoccupati e senza concrete prospettive di lavoro. Ai reduci lo Stato non concedeva alcun riconoscimento particolare per il ruolo ricoperto in guerra, anche se svolto nel ruolo di ufficiale di complemento o in unità di élite come gli arditi. Alcuni di loro si erano battuti a favore dell'interventismo e avevano combattuto come volontari, perché mossi da ideali nazionalisti e irredentisti, pertanto al loro ritorno alla vita civile proseguirono la loro azione politica organizzandosi in maniera più o meno spontanea, sia per propagandare la loro visione politica, sia per contrastare le organizzazioni socialiste, accusate di "disfattismo" a causa delle loro posizioni neutraliste nei confronti della guerra. Dal canto loro i socialisti trascurarono i sentimenti e le richieste dei combattenti, alienandosene la simpatia. I reduci andarono allora a formare, insieme a futuristi, sindacalisti rivoluzionari e alle associazioni di difesa sociale, squadre organizzate per combattere contro i socialisti, che in quel momento si trovavano in forte ascesa. Non mancavano elementi di ogni classe sociale tra i quali predominavano gli studenti universitari.
Lo squadrismo contrastò infatti apertamente le iniziative politiche dei marxisti, considerate provocatorie e offensive nei confronti della Patria e dei reduci di guerra: l'ammainamento del tricolore (a favore della bandiera rossa) nelle istituzioni guidate dai socialisti, l'erezione di monumenti di carattere antimilitarista, l'esaltazione di imboscati e disertori in spregio agli ex-combattenti. Uno di questi disertori, Francesco Misiano, fu eletto in Parlamento, suscitando la violentissima reazione degli squadristi di Roberto Farinacci che, il 13 giugno 1921, lo cacciarono con la forza dall'aula di Montecitorio. Particolarmente pesanti furono anche e soprattutto le aggressioni fisiche, talvolta mortali, nei confronti di reduci, decorati e ufficiali dell'Esercito (i fascisti giustificheranno le loro prime azioni proprio come rappresaglia a queste azioni).

### La fondazione dei Fasci italiani di combattimento

La prima sede dei Fasci Italiani di Combattimento e del Popolo d'Italia, detto "Il Covo", qui l'ufficio di Mussolini

Il 23 marzo 1919 a Milano in piazza San Sepolcro avvenne la fondazione dei Fasci italiani di combattimento, un movimento politico che esprimeva confuse istanze di rinnovamento in materia di politica e di economia, associando tendenze socialiste e tendenze nazionaliste. Inoltre la presenza di elementi di origine futurista e arditista conferiva al fascismo un suo carattere di sovversione e di opposizione ai valori e alla cultura tradizionali della borghesia. Fu questo il momento in cui il futurista Filippo Tommaso Marinetti, in un suo articolo pubblicato nel 1919, propose una sintesi fra nazionalismo e anarchia, basata sull'esperienza futurista che aveva esaltato "sia il patriottismo sia l'azione distruttiva degli amanti della libertà". Ma l'originario progetto politico mussoliniano di creare uno schieramento progressista imperniato sul combattentismo rivoluzionario era destinato fin dall'inizio al fallimento, a causa di vari fattori: prima di tutto perché il Fascio di Milano, che aveva elaborato il programma di San Sepolcro, era molto più a sinistra di quanto non fossero gli altri Fasci; poi perché i Fasci avrebbero potuto realizzare tale programma solo ottenendo l'appoggio delle masse degli operai e dei contadini, che invece davano il loro consenso al Partito Socialista Italiano (PSI) e alla Confederazione Generale del Lavoro (CGdL). La maggioranza delle squadre formatesi autonomamente nelle città del nord Italia  andò in breve tempo a confluire nei Fasci italiani di combattimento. Ciononostante, a causa del basso numero di adesioni, almeno per tutto il 1919 l'iscrizione coincideva spesso con l'attività di squadrista.

### Lo squadrismo urbano
La prima azione squadrista avvenne il 15 aprile 1919 a Milano con l'assalto all'Avanti! dando così inizio al progressivo allontanamento del fascismo e la classe operaia. Il primo nucleo di squadristi fu composto da circa 200 uomini, tutti sindacalisti rivoluzionari e arditi, che sostanzialmente costituirono la guardia personale di Mussolini, il quale tempo dopo ebbe a dire al riguardo:
(Benito Mussolini sul Popolo d'Italia del 13 aprile 1920)
Durante il "biennio rosso", nelle principali città italiane sorsero gruppi di volontari che si organizzarono in "leghe antibolsceviche", allo scopo di sostituire i dipendenti pubblici durante gli scioperi, assicurando la circolazione dei mezzi di trasporto pubblico e la pulizia delle strade. Questi volontari, perlopiù di estrazione borghese e mossi da ideali nazionalisti e antisocialisti, furono i precursori dello squadrismo urbano, che fra il 1919 e l'estate del 1920 si realizzò soprattutto in attacchi dimostrativi contro manifestazioni socialiste e sedi del movimento operaio. Ulteriori atti squadristici avvennero poi a Mantova, Brescia e Padova e nel 1920 in tutte le principali città dell'Italia settentrionale cominciarono a essere formate squadre d'azione armate e alle dipendenze del Fascio di combattimento locale.
Le azioni squadriste - di norma caratterizzate da violenze contro persone e cose - avevano lo scopo, secondo ciò che affermavano gli squadristi, di impedire la realizzazione in Italia di una rivoluzione di ispirazione bolscevica e di rispondere alle crescenti rivendicazioni sociali degli operai e dei braccianti: gli squadristi cercarono di giustificare ideologicamente la loro attività presentandola come una risposta alle violente azioni e al clima di agitazione politica socialista e anarchica, nonché come un'affermazione di quei valori nazionalisti che (secondo gli squadristi) erano stati vilipesi dal socialismo; tale giustificazione ideologica valse a nascondere, soprattutto agli occhi degli attivisti più giovani, il reale carattere di classe delle azioni squadriste, ammantandole di illusorie motivazioni morali. La giovane età della gran parte degli squadristi ha fatto interpretare ad alcuni autori la rivoluzione fascista come una rivoluzione generazionale. 
Nonostante alcuni tentativi da parte di Mussolini di riavvicinare il PSI (principalmente nel 1919 e nel 1921) i socialisti non condividevano le idee nazionaliste di fascisti, futuristi, sindacalisti rivoluzionari, interventisti, fiumani, reduci e arditi. Il tentativo di Mussolini di riavvicinarsi ai socialisti lo portò a polemizzare con tutti i movimenti politici degli ex combattenti. Il fallimento del progetto politico sansepolcrista divenne evidente con la disfatta fascista alle elezioni politiche del 16 novembre 1919, nelle quali i Fasci di combattimento mancarono l'obiettivo di concordare una lista unitaria nazionale della sinistra interventista, anche a causa delle forti diffidenze che specialmente i repubblicani e i sindacalisti rivoluzionari nutrivano nei confronti del fascismo e dello stesso Mussolini, accusati, il primo di essere un movimento apparentemente rivoluzionario ma in realtà reazionario e il secondo di eccessiva spregiudicatezza. In queste elezioni i Fasci di combattimento riuscirono a presentare una propria lista solo per la circoscrizione di Milano, ottenendo in tutto 4 657 voti (su circa 270 000 votanti) e nessun eletto.

### Lo squadrismo nella Venezia Giulia
Nella Venezia Giulia, assegnata all'Italia con il trattato di Saint Germain, e che quindi viveva un periodo di forte esaltazione nazionalistica, l'adesione ai Fasci italiani di combattimento assunse subito caratteri di massa. Ciò fu dovuto principalmente alla vicinanza della Venezia Giulia stessa al confine orientale che, sottoposto a rivendicazioni territoriali e politiche (irredentismo), convogliò sui Fasci di combattimento le simpatie dei nazionalisti. A questi si aggiunsero inoltre numerosi legionari dannunziani reduci dell'Impresa di Fiume, che ne costituirono il nerbo iniziale. La prima squadra d'azione giuliana venne formata a Trieste il 20 maggio 1920 e furono queste squadre delle città provinciali e di campagna quelle grazie alle quali il fascismo irruppe, a partire dalla fine del 1920, in tutta la Valle Padana e oltre.

### I moti contadini
In Pianura Padana subito dopo la fine della prima guerra mondiale, gli scioperanti del settore agricolo arrivarono nel 1920 a superare il milione. Contemporaneamente aumentarono anche le iscrizioni alle organizzazioni sindacali: Federterra, legata al Partito Socialista Italiano (PSI), raggiunse gli 800000 iscritti, mentre la Confederazione italiana dei lavoratori (CIL), vicina al Partito Popolare Italiano (PPI), toccò i 940000 iscritti; principalmente mezzadri, ma anche piccoli proprietari e dipendenti. Le proteste organizzate tra il 1919 e il 1920 sia dalle leghe cattoliche "bianche", sia da quelle socialiste "rosse", raggiunsero un'intensità particolarmente elevata: distruzione dei raccolti, devastazione delle ville coloniche, richiesta di pagamento immediato degli stipendi arretrati.
Le leghe rosse esercitarono anche una forte pressione economica e sociale "boicottando" i piccoli proprietari che non aderivano alle proteste o loro disposizioni, impedendo loro ogni tipo di contatto sia sociale che economico con gli aderenti alle leghe. Nei comuni guidati da amministrazioni socialiste le leghe rosse ottennero il monopolio della gestione del lavoro, mentre le cooperative furono in grado di imporre i prezzi delle derrate alimentari, gestire direttamente le imposte comunali (su immobili, attività produttive e famiglie) e concedere in affitto a chi volevano i terreni municipali. A questo clima oppressivo da parte delle leghe rosse nei confronti delle leghe bianche e dei piccoli proprietari si oppose la dirigenza del PSI di ispirazione socialdemocratica, che vedeva Giacomo Matteotti nel suo massimo esponente. In Romagna, dove il movimento repubblicano era più radicato rispetto a quello cattolico, le leghe socialiste si andarono spesso a scontrare con le "leghe gialle" affiliate al Partito Repubblicano Italiano (PRI) e costituite principalmente dai mezzadri e dai piccoli proprietari.

### Lo squadrismo agrario

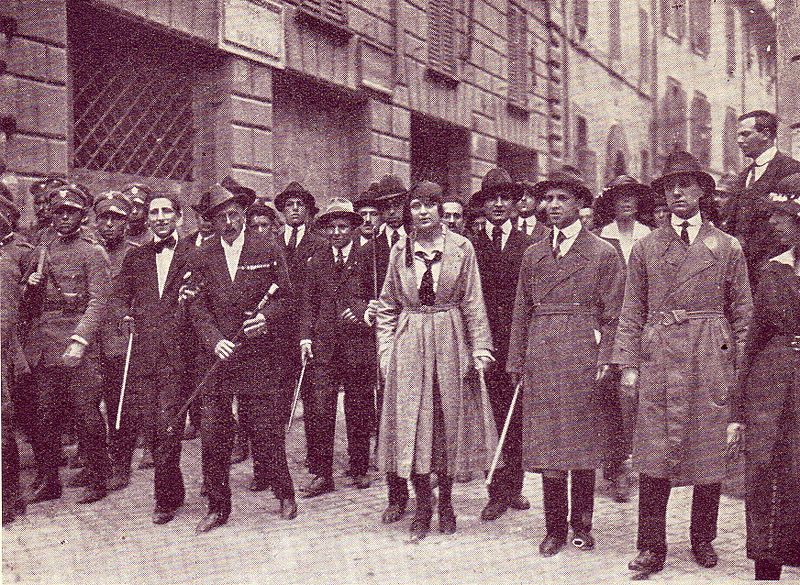
Manifestazione delle squadre d'azione a Roma

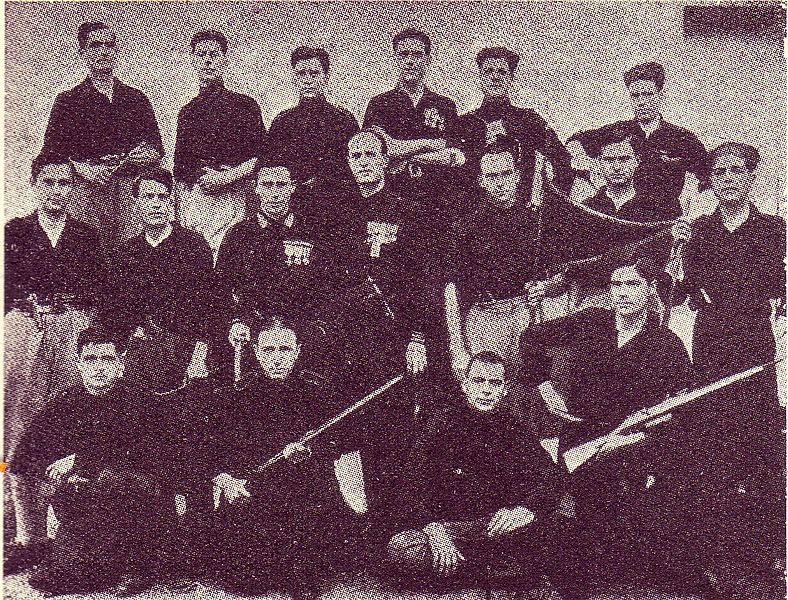
Squadra d'azione "Disperata" di Firenze

Dopo la sconfitta del movimento operaio, avvenuta nel settembre 1920 (con la fine dell'occupazione delle fabbriche), iniziò a svilupparsi lo squadrismo agrario, il quale, nelle zone rurali, forte dell'appoggio anche finanziario da parte dei proprietari terrieri, iniziò a colpire gli uomini e le sedi del PSI e della CGdL. Lo squadrismo agrario ebbe alcuni punti di contatto con lo squadrismo urbano: in primo luogo perché, in Valle Padana, ebbe origine da nuclei di squadristi urbani di Bologna e di Ferrara; in secondo luogo perché anche gli squadristi agrari erano accesamente antisocialisti e antibolscevichi; in terzo luogo perché anche lo squadrismo agrario era nazionalista e difendeva le ragioni degli ex combattenti. Al di là dei suddetti punti di contatto, lo squadrismo agrario si differenziò da quello urbano, in quanto ebbe carattere più nettamente reazionario e inequivocabilmente di destra ed ebbe quale unico obiettivo reale la difesa degli interessi delle classi possidenti.
I fascisti iniziarono quindi ad affermarsi solo nella seconda metà del 1920, ma a quell'epoca il fascismo si profilava ormai chiaramente come un movimento orientato a destra. La vera nascita dello squadrismo è collocata nell'autunno 1920 dopo la strage di Palazzo d'Accursio.
I grandi proprietari terrieri della Valle Padana si avvalsero dello squadrismo, provvedendolo di denaro e di armi, allo scopo di smantellare l'apparato organizzativo del movimento operaio e contadino: perciò la violenza squadrista si abbatté soprattutto sulle amministrazioni comunali a guida socialista, sui sindacati, sulle cooperative e sulle società di mutuo soccorso; in tale opera di distruzione, lo squadrismo si avvalse sovente della connivenza di autorità pubbliche e forze dell'ordine; la reazione padronale fu originata, più che dalla paura di una rivoluzione proletaria (che diventava sempre più improbabile, vista la debolezza del movimento operaio che fece seguito alle sconfitte del biennio rosso), dal desiderio di azzerare tutta una serie di miglioramenti sindacali che erano stati conseguiti dal socialismo riformista negli anni precedenti.
Uno degli obiettivi che il padronato cercò di conseguire appoggiando le violenze squadriste fu quello di spingere lo Stato ad abbandonare il suo ruolo neutrale nelle controversie di lavoro: capitalisti e agrari affermavano, infatti, che le squadre provvedevano alla difesa della proprietà contro la "violenza rossa", difesa che - secondo il punto di vista padronale - lo Stato trascurava di esercitare. Nei fatti, invece, all'inizio del 1921 il movimento operaio e contadino aveva già cessato di costituire una minaccia per l'ordinamento sociale e, quando commetteva delle violenze, queste erano ormai perlopiù in risposta alle violenze fasciste; cosicché, in realtà, la "violenza rossa", contro cui il padronato chiedeva di essere tutelato, altro non era - secondo l'espressione di Renzo De Felice - che "l'estrema difesa proletaria delle proprie libertà e dei propri diritti sindacali".
Vi è perciò un marcato contrasto fra, da una parte, la realtà dello squadrismo (braccio armato di un movimento politico, quello fascista, che storicamente è stato "soprattutto reazione borghese-capitalistica contro la classe lavoratrice"), e, dall'altra, il mito che gli squadristi coltivarono di loro stessi: mito secondo cui gli squadristi vollero considerarsi espressione genuina e incorrotta di istanze popolari e rivoluzionarie.
Una caratteristica dello squadrismo, anticipata dai futuristi nelle loro manifestazioni interventiste, fu la capacità di far ricorso alla piazza mobilitando rapidamente minoranze attive e aggressive, realizzando così una forma di violenza politica nuova per l'epoca, tanto che fu capace di scompaginare il partito socialista, basato su un'organizzazione minuziosa e ramificata attraverso una rete fittissima di leghe, camere del lavoro, cooperative, sindacati, enti locali, etc. Questo tipo di violenza era parte integrante della strategia con la quale il fascismo intendeva conseguire la sua ascesa al potere.

Nella situazione italiana di allora, la volontà di costruzione di un sindacalismo fascista si scontrava con le organizzazioni socialiste, di stampo leninista e internazionalista.

Squadristi veneti in marcia

Definiti da Gabriele D'Annunzio "scherani dello schiavismo agrario", gli squadristi delle campagne distrussero, usando la violenza, le organizzazioni politiche e sindacali della sinistra, leghe bracciantili e cooperative, a tutto vantaggio dei proprietari terrieri, degli affittuari e anche dei commercianti che soffrivano la concorrenza delle cooperative rosse.

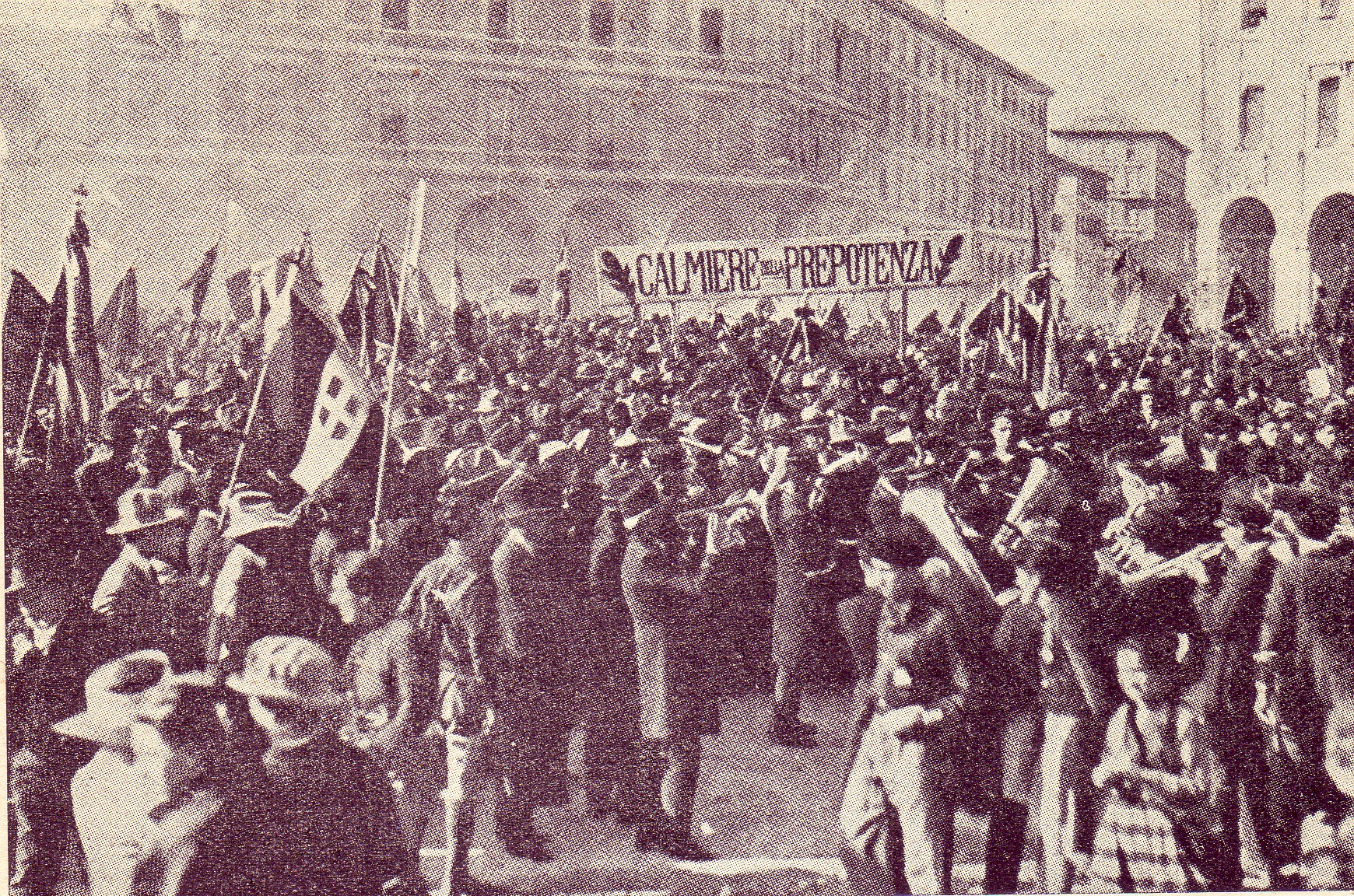
Manifestazione dei Fasci italiani di combattimento a Bologna nel 1921.

Camicie nere

Tuttavia, una parte dello squadrismo agrario, che faceva capo a esponenti quali Dino Grandi, Italo Balbo, Edmondo Rossoni, cercò non solo di svolgere un'azione meramente antisocialista, ma anche di organizzare i contadini, dopo la distruzione delle leghe rosse, in sindacati fascisti. Ma già nel corso del 1921 fu chiaro che il ruolo del sindacalismo fascista era puramente demagogico e che la reale sostanza di esso era la difesa degli interessi padronali.
A partire dal 1921 il fascismo riuscì a costituire delle roccaforti importanti, concentrate soprattutto nella pianura padana (come Bologna e Ferrara), dalle quali si estesero anche ai centri secondari più vicini.
In questa fase la maggior parte degli squadristi era composta da giovani studenti nazionalisti, reduci di guerra (perlopiù arditi e legionari fiumani) e componenti delle vecchie formazioni paramilitari, che avevano già contrastato i socialisti durante il cosiddetto biennio rosso.
Le azioni squadriste contro i socialisti, soprattutto nelle campagne, attirarono l'interesse dei piccoli proprietari terrieri e dei latifondisti che, non essendo riusciti a costituire una propria organizzazione politica, finanziarono quella dei Fasci Italiani di Combattimento. Non di rado gli stessi figli dei proprietari terrieri e dei mezzadri militarono attivamente nelle squadre d'azione. Tra i tanti esempi si possono citare quelli di Cesare Forni e di Enea Venturi.
Lo sviluppo del fenomeno squadrista nelle campagne diventa vigoroso quando, impostosi come valida risposta alla sinistra agli occhi dei proprietari terrieri, questi cominciarono a finanziare generosamente le squadre fasciste, addirittura con forme di vera e propria autotassazione interna tra gli agrari maggiormente preoccupati dallo sviluppo delle leghe contadine e bracciantili rosse.
Con il consolidarsi del movimento fascista, l'azione dello squadrismo iniziò ad assumere un carattere sistematico e organizzato, avente come orizzonte una vera e propria contro-rivoluzione sia ai danni dei sempre meno determinati tentativi rivoluzionari (ma anche solo riformisti) socialisti e bolscevichi, sia dello Stato liberale, quando esso non si allineava alle posizioni fasciste o si mostrava troppo "tiepido" nei loro confronti. Ciò cominciò ad avvenire a partire dal 1920 nei confronti dei primi, con il refluire del "tentativo velleitario" rappresentato dall'occupazione rossa delle fabbriche e la conseguente esplosione dello squadrismo agrario, la cui azione venne inizialmente diretta a un'offensiva volta al sistematico smantellamento del sistema di leghe, cooperative e sindacati degli altri movimenti di massa (popolari, socialisti e poi comunisti).
Durante le agitazioni sociali del biennio rosso, le classi possidenti avevano incontrato notevoli difficoltà a organizzare la propria autodifesa. Queste difficoltà indussero i possidenti a fare ricorso a ex combattenti, arditi, futuristi, categorie che erano avvezze a esercitare la violenza ed eventualmente pronte anche a uscire dalla legalità. Da tali categorie provennero perlopiù i dirigenti del movimento fascista, i quali, dunque, si posero a servizio degli interessi della borghesia, anche se non rinunciarono a manifestare un certo disprezzo per la passività dei borghesi; tale disprezzo è espresso, ad esempio, nel seguente commento di Arpinati, che nell'aprile del 1920 era capo del fascio di Bologna:
(Leandro Arpinati, capo del Fascio bolognese)
Nel 1920, di fronte allo sviluppo impetuoso del fenomeno squadrista, la dirigenza fascista si rese conto delle sue potenzialità ancora sostanzialmente inespresse per dare sfogo politico al movimento. Alla fine del 1920 fu lo stesso segretario dei Fasci di Combattimento Umberto Pasella a comunicare che l'obbiettivo principale del fascismo diventava quello di potenziare il suo apparato paramilitare, considerato di priorità strategica assoluta.

### Il "biennio nero"

Gruppo di fascisti partecipanti alla marcia su Roma, si riconosce un mutilato e un paio di ex combattenti con l'elmetto

Tra il 1921 e il 1922 l'Italia fu scossa da qualcosa di simile a una guerra civile tra fascisti e antifascisti, che fu vinta sul campo dai primi, sia perché militarmente erano più forti, sia perché godevano sovente dell'appoggio di vasti settori dell'apparato statale; gli squadristi godevano inoltre della simpatia dell'opinione pubblica borghese e conservatrice, rappresentata in particolare dai più importanti organi di stampa, che tennero spesso un atteggiamento tutt'altro che imparziale.

La Squadra d'azione di Lucca nel 1922

Devastazione di una sede sindacale della CGL a Roma, con falò sulla strada delle carte e suppellettili ivi rinvenute

Con riferimento al primo semestre del 1921 sono state contate, nella sola pianura padana, almeno 726 distruzioni operate dalle squadre fasciste: 17 giornali e tipografie, 59 case del popolo, 119 camere del lavoro, 107 cooperative, 83 leghe contadine, 8 società mutue, 141 sezioni socialiste o comuniste, 100 circoli di cultura, 10 biblioteche popolari o teatri, 28 sindacati operai, 53 circoli operai ricreativi, un'università popolare.
Secondo la stima di uno storico, fra il 1921 e il 1922 i fascisti uccisero in tutto circa tremila persone. Secondo un'altra stima, circa cinquecento o seicento furono le vittime della violenza fascista nel solo 1921.
Gli squadristi uccisi fra il 1919 e la marcia su Roma furono in tutto 425, di cui 4 nel 1919, 36 nel 1920, 232 nel 1921 e 153 fra il 1º gennaio e il 31 ottobre 1922.
La crescita del fenomeno squadrista anche nel 1921, giunta ben oltre gli obbiettivi locali di difesa delle classi medie e degli agrari, determinò nuovi problemi. Primo fra tutti fu proprio quello riguardante la convivenza con queste due ultime classi, in quanto la crescita numerica e qualitativa dello squadrismo, unita alla massiccia conquista territoriale nelle province, rese da questo momento il movimento stesso una realtà autonoma decisa a conseguire i propri scopi politici (che andavano a collidere con gli interessi economici della classe borghese e possidente) senza compromessi. Una volta distrutto il sistema economico-finanziario-sindacale socialista, lo squadrismo trovò perciò un nuovo nemico nei latifondisti e nei grandi proprietari terrieri, che ne avevano favorito l'ascesa, e nei commercianti, rei di non uniformarsi ai prezzi popolari "suggeriti".
Già a partire dalla fine del 1920, infatti, esponenti squadristi cercarono di caratterizzare il movimento come un'organizzazione che tentava di rigenerare moralmente e materialmente la patria, lottando da una parte contro il bolscevismo rosso e bianco, dall'altra contro i settori più egoisti della borghesia e le sue rappresentanze liberaldemocratiche.
Queste istanze "rivoluzionarie" del primo fascismo derivavano, secondo l'analisi di alcuni storici, dalle origini prettamente piccolo-borghesi del movimento, che lo ponevano in polemica sia col capitale sia col proletariato; tuttavia, fra la fine del 1920 e l'inizio del 1921, sotto la guida di Mussolini il fascismo si allineò sempre più agli interessi del grande capitale; gli elementi fascisti che erano maggiormente legati alla loro origine piccolo-borghese tentarono invano di preservarne l'originaria "carica rivoluzionaria", rinchiudendosi nello squadrismo.
(Roberto Farinacci Storia della Rivoluzione Fascista, op. cit., I, p. 132)
Nel luglio del '21 si ebbe un episodio che sembrò attestare la prevalenza dello squadrismo, e quindi di Farinacci che ne era il capo a livello nazionale, al vertice del fascismo oltre che per la forza d'urto e la capacità di diffusione nelle province, anche per la capacità di imporre le sue vedute politiche alla direzione nazionale. Durante il patto di pacificazione, con cui Mussolini tentò di trovare un accordo con i socialisti, la sollevazione dello squadrismo capeggiata da Farinacci, Marsich e dal Fascio bolognese, fu totale e portò alle dimissioni di numerosi esponenti di primo piano. Questa intransigenza compatta in tutto lo squadrismo, unita all'esasperazione dopo i recenti fatti di Sarzana, portò Mussolini a tornare sui suoi passi.
In occasione di questo episodio, gli squadristi intransigenti non mancarono di sottolineare come il compito della rivoluzione non dovesse limitarsi a combattere i "sovversivi", ma dovesse opporsi anche alla reazione bianca:
(Pietro Marsich Italia nuova, 28 luglio 1921)

## Squadristi

Squadristi

È storicamente accertato che, sebbene i principi politici, economici, culturali e sociali delle istanze fasciste abbiano avuto origine prima della guerra, la violenza fascista fu anche (sebbene non esclusivamente) una risposta alla violenza socialista del biennio rosso. Ebbe perciò un carattere inizialmente di rappresaglia nei confronti di un vero e proprio potere sovrano extra-statale creato dal partito socialista nelle zone dove si trovava più radicato.
Tuttavia è storicamente priva di fondamento la tesi giustificatoria che fu talvolta invocata dai fascisti, secondo cui lo squadrismo sarebbe stato motivato dalla necessità di rispondere con la violenza alle "violenze bolsceviche" e sarebbe stato finalizzato a sventare il rischio di una rivoluzione comunista. Ci fu, infatti, una netta sproporzione fra l'entità delle violenze socialiste durante il biennio rosso e l'impatto ben maggiore della violenza fascista nel periodo 1921-22:
(Gaetano Salvemini)
Anni dopo, Gaetano Salvemini, pur riconoscendo qualche giustificazione alle primissime azioni squadriste del 1919 e dei primi mesi del 1920, evidenziò che l'attività degli squadristi successiva al biennio rosso non era più interpretabile come una reazione a precedenti violenze "bolsceviche" (benché tale fosse quasi sempre il pretesto addotto dagli squadristi). Infatti, secondo Salvemini, dopo la fine del biennio rosso lo squadrismo ebbe il carattere di un'offensiva antisindacale violenta e indiscriminata, che fu diretta contro tutte le organizzazioni operaie (non solo socialiste, comuniste o anarchiche, ma anche cattoliche e repubblicane); offensiva che si esercitò fuori dalla legalità e che, secondo Salvemini, risultò vittoriosa non in virtù del sedicente "eroismo" degli squadristi, bensì in virtù dell'appoggio economico da parte degli industriali e dei proprietari terrieri, nonché in virtù del sostegno, più o meno palese, da parte delle autorità militari, della polizia e della magistratura:
(Gaetano Salvemini (1943).)
Inoltre nessuna reale possibilità di una rivoluzione comunista sussisteva più in Italia nel biennio 1921-22:
(Giuseppe Antonio Borgese)
Pertanto, autorevole storiografia nega che il carattere violento e totalitario del fascismo sia interpretabile come una mera risposta al bolscevismo, e afferma invece che tali caratteristiche siano intrinseche al fascismo stesso:
(Emilio Gentile)

## Stato liberale e squadrismo

### La legittimazione istituzionale dello squadrismo
Nonostante il loro carattere violento e intimidatorio, le azioni squadriste riscossero inizialmente un ampio consenso da parte degli strati più reazionari e più conservatori della borghesia; in questo modo gli squadristi poterono avvalersi della connivenza di vasti settori dell'apparato dello Stato, soprattutto a livello periferico, i quali dimostrarono una significativa "tendenza a favorire, anche sfacciatamente, i fascisti". Nelle zone in cui furono più forti, infatti, i fascisti furono favoriti dai funzionari statali (in particolare da quelli di livello inferiore), dalle Forze dell'Ordine, dalla magistratura e anche dall'esercito, che talvolta fornì loro armi ed equipaggiamenti. Infatti, molti funzionari e militi delle Forze dell'Ordine tendevano a considerare come "naturale" una loro alleanza con il fascismo contro il comune nemico "sovversivo" e "bolscevico" (anche perché, durante il biennio rosso, i socialisti avevano spesso infierito contro di loro con insulti e violenze).
(Renzo De Felice)
Tale atteggiamento favorevole agli squadristi da parte di forze dell'ordine e magistratura è dimostrato da una statistica ufficiale, secondo cui, dall'inizio dell'anno fino all'8 maggio 1921, risultavano all'autorità di P.S. 1.073 casi di violenza tra socialisti e fascisti (di cui 964 denunciati all'Autorità giudiziaria), in conseguenza dei quali, però, erano stati arrestati 1.421 socialisti e solo 396 fascisti. Ciò fece sì che, nel 1921, la situazione dell'ordine pubblico in Italia fosse caratterizzata, secondo uno storico autorevole, "dal discatenamento su vasta scala della più brutale violenza fascista e dalla incapacità dello Stato non solo di contenerla, ma perfino di far rispettare la legge laddove era più sfacciatamente violata e addirittura calpestata".
Secondo uno storico, "una consistente minoranza di prefetti, commissari e questori sostenne attivamente l'attività squadristica, talvolta in modo così evidente da costringere il governo a disporre trasferimenti d'ufficio, censure e altri provvedimenti disciplinari".
La complicità fra potere esecutivo e squadristi è sarcasticamente commentata da una canzone popolare dell'epoca:
(Canto popolare degli antifascisti del quartiere romano di San Lorenzo)
Peraltro, quando accadeva che le Forze dell'Ordine si opponessero agli squadristi, questi ultimi, anche se ben provvisti in uomini e in armi, erano sbaragliati senza difficoltà. Tra i principali episodi in cui gli squadristi subirono repressioni da parte della forza pubblica ed ebbero la peggio in scontri sanguinosi con le Forze dell'Ordine, si possono menzionare i Fatti di Cittadella e i Fatti di Sarzana.
Verso la fine del 1920, non solo i conservatori, ma anche esponenti popolari e liberali consideravano il fascismo uno strumento utile sia a ridurre la forza delle organizzazioni sindacali e politiche di stampo socialista, sia a fare pressione sul governo per indurlo a parteggiare in modo più risoluto a favore delle classi possidenti e ad abbandonare l'atteggiamento di neutralità nei conflitti sindacali che aveva caratterizzato il liberalismo giolittiano. Come documento di questa simpatia di cui il fascismo inizialmente godeva presso gli ambienti moderati, è stato citato ad esempio un commento attribuito ad Alcide De Gasperi:
(Alcide De Gasperi il 7 aprile 1921)

#### La mancata censura parlamentare
Questa era la mozione contro le violenze fasciste, che recava le firme di Vacirca, Matteotti, Lollini, Beghi, Brunelli, Merloni, Donati Pio, Marangoni, Buozzi, Dugoni, Bacci, Niccolai, D'Aragona, Bocconi, Baldini, Albertelli, Momigliano, Piemonte, Serrati, Ventavoli, Treves, Majolo, Rossi F., Murari, De Michelis Paolo, Turati, Modigliani, Decotti, Marangoni e Lazzari: 
«La Camera  
Constatando che gli ultimi episodi di violenza organizzati in varie regioni d'Italia conducono inevitabilmente il Paese alla guerra civile,  
rilevando che il Governo e le autorità locali assistono impassibili alle minacce alle violenze agli incendi da parte di bande armate e pubblicamente organizzate a tale scopo, e le proteggono anche con l'impedire la difesa legittima delle persone, delle Amministrazioni e delle organizzazioni colpite,  
condanna la politica del Governo».
Già il 31 gennaio 1921, alla Camera dei deputati, Giacomo Matteotti - nell'illustrare il testo di una mozione contro le violenze fasciste di cui era cofirmatario - “rivendicò come i dirigenti socialisti in più di un’occasione, a costo di essere accusati di viltà, avessero invitato i lavoratori, dopo aggressioni e violenze fasciste, a non reagire, «a non rispondere alle violenze». Anche la pazienza, però, aveva un limite, e le classi dirigenti borghesi avevano il dovere di porre fine a «codesta vostra piccola controrivoluzione, che prepara la guerra civile»”. Matteotti concluse con le parole: “badate che l'esasperazione è al colmo, badate che anche la nostra autorità sulle masse ha dei limiti, al di là dei quali non può andare”.
La mozione, che Matteotti illustrò a fine gennaio, fu posta ai voti quattro giorni dopo: “la mozione parlamentare di Matteotti che condannava l’operato del governo nei riguardi delle violenze fasciste fu respinta”.
In particolare, vi furono due votazioni, mettendo a partito separatamente le premesse ed il dispositivo. 
Le premesse furono respinte (su 366 presenti e con 21 astenuti, tra cui Chiesa, Gasparotto e Susi) da 252 voti contrari e con 93 voti favorevoli: tra di essi i futuri “terzini” e poi comunisti Fabrizio Maffi ed Ezio Riboldi, oltre ovviamente a Matteotti, Turati, Cosattini, Modigliani, D’Aragona, Morgari, Vacirca, Vella, Zibordi e molti altri. Tra i contrari si segnalano i deputati Boncompagni-Ludovisi, Bonomi, Boselli, Cappa, Carnazza, Casertano, Dello Sbarba, Facta, Federzoni, Fera, Giolitti, Grassi, Nitti, Orlando, Paratore, Peano, Rodinò, Soleri, Tangorra (Giovanni Gronchi, Antonio Salandra, Gino Sarrocchi e Antonio Scialoja erano in congedo). 
Il dispositivo fu respinto con 226 voti contrari e solamente 79 favorevoli: Matteotti e Turati non figurano più tra i presenti, ma in compenso (oltre a Maffi e Riboldi) ai socialisti si aggiunsero i deputati Attilio Susi ed il repubblicano Eugenio Chiesa (che si erano astenuti nel primo voto).

### Il ruolo di Giolitti
Si è molto discusso, in sede storiografica, a proposito del ruolo del Governo Giolitti V nei mesi cruciali tra la fine del 1920 e la prima metà del 1921, quando si ebbe il tumultuoso sviluppo della violenza squadrista.
Alcuni storici accusano senza mezzi termini Giovanni Giolitti di aver consapevolmente favorito lo squadrismo, lasciandogli campo libero, allo scopo di indebolire il Partito socialista, ridurne la rappresentanza parlamentare, favorire la scissione tra massimalisti e riformisti, per poi cooptare nel governo questi ultimi; una volta che fosse riuscita tale manovra, l'intenzione di Giolitti sarebbe stata poi quella di riprendere in mano la situazione dell'ordine pubblico e risospingere nuovamente i fascisti ai margini del quadro politico.
Contro questa interpretazione, si è obiettato che non esistono documenti comprovanti un'azione positiva del governo Giolitti volta a favorire lo squadrismo, ma anzi Giolitti e il ministero degli Interni emanarono in quei mesi varie circolari e direttive, con cui si raccomandava ai prefetti di mantenere l'ordine pubblico, non tollerare illegalità né violenze da qualunque parte provenissero, assicurare il pacifico svolgimento delle consultazioni elettorali, vigilare sull'imparzialità e sull'obiettività delle forze dell'ordine, ecc.; tali direttive del Governo centrale risultarono purtroppo inefficaci e furono disapplicate dagli organi periferici dello Stato per responsabilità esclusiva di questi ultimi, avendo trovato i fascisti, come sopra si è detto, estese complicità e connivenze, a livello locale, con le strutture di base della polizia, della magistratura e dell'esercito.
Altri, ancora, hanno sottolineato come le complicità fra lo squadrismo e l'esercito non fossero limitate alla base di quest'ultimo, ma coinvolgessero anche gli alti comandi; e hanno osservato che, seppure non ci sono prove che il governo Giolitti abbia direttamente aiutato gli squadristi, di fatto l'azione di Giolitti finì per aprire politicamente la strada al fascismo, in quanto nella primavera del 1921 lo statista piemontese decise di sciogliere la Camera e di formare, per le successive elezioni politiche, liste di "blocco nazionale" comprendenti anche esponenti fascisti.
Fu dunque per calcolo politico se Giovanni Giolitti tenne nei confronti del movimento fascista un atteggiamento benevolo, volto a utilizzarlo per contrastare i socialisti, in quanto intenzionato a "costituzionalizzarlo" dopo essere arrivato al potere, ritenendo di esaurirne le potenzialità (a causa della perdita degli appoggi di coloro che temevano un'eventuale rivoluzione bolscevica) una volta venuti meno i loro avversari.

## Squadrismo nel regime fascista
Dopo la marcia su Roma, tuttavia, il compromesso tra il fascismo e i suoi "fiancheggiatori" (vale a dire le classi dirigenti statali moderate e conservatrici: l'alta burocrazia, la classe politica del vecchio regime liberale, le forze sociali di cui queste ultime erano espressione e che continuavano a detenere l'effettivo potere politico ed economico), compromesso sul quale si reggeva il governo di Mussolini, si risolse sempre più a vantaggio dei "fiancheggiatori" e a discapito della componente "rivoluzionaria" del fascismo; il partito fascista risultò pertanto completamente amputato di qualsiasi "velleità rivoluzionaria" e ridotto sempre più a un mero strumento dello Stato.
In questo predominio dei "fiancheggiatori", che perdurò e si rafforzò durante tutto il regime fascista, il grande sconfitto fu Roberto Farinacci, e con lui l'ala "intransigente" ed ex squadrista; Farinacci, man mano che il regime si consolidava, venne battuto politicamente da Mussolini, poi estromesso dalla segreteria del PNF e reso ininfluente, in una "parabola discendente" che ebbe inizio nell'ottobre 1925.
La sconfitta politica di Farinacci e della componente ex-squadrista "rivoluzionaria" dipese, secondo un'autorevole analisi storica, dalla debolezza della sua base sociale piccolo e medio-borghese, divisa al suo interno e incapace di egemonia nei confronti della altre classi sociali.
(Renzo De Felice)
Secondo questa analisi, il compromesso tra fascismo e forze conservatrici si ruppe solo nel luglio 1943; con il crollo repentino del regime fascista, le due componenti su cui esso si reggeva si separarono: la componente "intransigente" ed ex-squadrista diede origine alla Repubblica Sociale Italiana, mentre la componente conservatrice, in un'ennesima operazione trasformistica, "toltasi la camicia nera, cercò, e in buona parte riuscì, a scaricare le proprie pesanti responsabilità sul fascismo, presentandosi nelle vesti di una delle sue numerose vittime".
Lo squadrismo e Mussolini non ebbero sempre un rapporto idilliaco: quest'ultimo tollerava poco le intemperanze degli squadristi, che mettevano a rischio la sua autorità all'interno del fascismo e la strategia di trattativa con le istituzioni. Infatti molti dei ras erano rapidamente ascesi a posizioni di potere personale che potevano mettere in forse il primato del futuro Duce. Personaggi come Italo Balbo (ras di Ferrara), Roberto Farinacci (Cremona) o Giuseppe Caradonna (pugliese) rappresentavano l'ala dura del fascismo, poco disposta al compromesso con le forze dell'Italia liberale e propensi a spingere a fondo sugli aspetti rivoluzionari. Negli ultimi mesi prima della marcia su Roma molti squadristi, delusi dall'atteggiamento ritenuto eccessivamente moderato, arrivarono a cantare (sull'aria di Bombacè):
"Chi ha tradito tradirà:

se con noi non marcerà

anche a Mussolini

botte in quantità".
In questa ottica diversi autori - a partire dal De Felice - ritengono che dietro molte delle scelte più radicali di Mussolini (la marcia su Roma, la rivendicazione politica dell'omicidio Matteotti, le cosiddette leggi fascistissime) vi fossero pressioni, addirittura minacce fisiche, da parte dei ras più importanti.
Con la normalizzazione le squadre fasciste tendono a essere assorbite nell'establishment e nella Milizia Volontaria per la Sicurezza Nazionale (MVSN), mentre i suoi esponenti vengono o accantonati ed emarginati, oppure coinvolti nel potere e neutralizzati. Fa eccezione Roberto Farinacci, il cui potere, anche dopo la fine della sua segreteria nazionale, continuò a reggersi fino all'ultimo sulle squadre nel suo "feudo" cremonese.
Anche se per diversi anni dopo le leggi fascistissime si verificheranno episodi di violenza squadrista, questi andarono via via scemando nel corso degli anni. Lo squadrismo in qualche maniera risorge con la Repubblica Sociale Italiana (RSI), quando i vecchi squadristi messi in disparte durante il regime (primo tra tutti Alessandro Pavolini) tornarono alla ribalta.
Tuttavia, numerosi storici rilevano come, al di là di qualche aggressione anche clamorosa, fino al fallimento delle iniziative socialiste (moti per il carovita del luglio 1919, occupazione delle fabbriche del settembre 1920), Mussolini abbia addirittura corteggiato i vertici dei rivoluzionari di sinistra per cercare un possibile accordo e procedere uniti. Tuttavia la discriminante nazionalista, accesa ancor più dai fatti di Fiume, rese impossibile ogni accordo e, man mano che diminuiva la forza delle azioni socialiste e bolsceviche, crebbe quella fascista.

### Lo squadrismo nella propaganda di regime
Alla figura dello squadrista furono intitolate due cacciatorpediniere in servizio nella Regia Marina di classe Soldati, il Camicia Nera (varato nel 1938, rinominato Artigliere nel 1943 e poi ceduto all'URSS come riparazione di guerra) e lo Squadrista (varato nel 1942, rinominato Corsaro nel 1943 e affondato l'anno successivo).
Nel decennale della marcia su Roma fu girato un lungometraggio di Giovacchino Forzano, intitolato Camicia Nera, nel quale accanto a nomi importanti dell'allora industria cinematografica italiana, recitavano anche semplici popolani dei luoghi in cui furono effettuate le riprese.

## Film sul fenomeno dello squadrismo
- Camicia nera, lungometraggio di Giovacchino Forzano. Con Camillo Pilotto, Carlo Ninchi, Enrico. Genere Drammatico, b/n, 73 minuti, 1933.
- Vecchia guardia, lungometraggio di Alessandro Blasetti. Con Gianfranco Giachetti, Franco Brambilla, Mino Doro, Andrea Checchi, Giovanni Grasso jr., Ugo Ceseri. Genere drammatico, b/n, 91 minuti, 1934.

### Letture aggiuntive

#### Volumi
- Alberto Acquarone e Maurizio Vernassa, Il regime fascista, Bologna, Il Mulino, 1974.
- Elio Apih, Italia, Fascismo ed Antifascismo nella Venezia Giulia (1918-1943), Bari, Editori Laterza, 1966.
- Marco Bernabei, Fascismo e nazionalismo in Campania (1919-1925), Edizioni di storia e letteratura, Roma, 1975.
- Manlio Cancogni, Storia dello squadrismo, Milano, Longanesi, 1959.
- Giorgio Candeloro, Storia dell'Italia moderna. Volume ottavo. La prima guerra mondiale, il dopoguerra, l'avvento del fascismo, Milano, Feltrinelli, 1978.
- Giampiero Carocci, Storia del fascismo, Newton, 1994.
- Ferdinando Cordova, Il fascismo nel mezzogiorno. Le Calabrie, Rubbettino, 2003.
- Renzo De Felice, Mussolini il Rivoluzionario, Einaudi, 2005.
- Renzo De Felice, Le interpretazioni del fascismo, Laterza, 2005.
- Renzo De Felice, Autobiografia del fascismo, Bergamo, Minerva Italica, 1978.
- Renzo De Felice, Breve storia del fascismo, Oscar Storia Mondadori, Milano, 2009.
- Renzo De Felice, Mussolini il fascista, I, Torino, Einaudi, 1966.
- Manfredo De Simone, Pagine eroiche della Rivoluzione Fascista, Casa Editrice Imperia, 1925. Ora in Ernesto Zucconi (a cura di), I Caduti dimenticati 1919-1924, Novantico, Pinerolo, 2002.
- Alberto Del Fante, Giulio Giordani, martire del fascismo, Bologna, Galleri, 1934.
- Angelo D'Orsi, La rivoluzione antibolscevica, Angeli, Milano, 1985.
- Fabio Fabbri, Le origini della guerra civile, Utet, 2009.
- Mimmo Franzinelli, Squadristi: protagonisti e tecniche della violenza fascista, 1919-1922, Milano, Mondadori, 2003.
- Giovanni Gentile, Origini e dottrina del fascismo, Istituto Nazionale di Cultura Fascista, 1934.
- Antonio Gramsci, Socialismo e fascismo: l'Ordine Nuovo 1921-1922, Einaudi, 1966.
- Asvero Gravelli, I canti della Rivoluzione, Nuova Europa, 1926.
- Giordano Bruno Guerri, Fascisti, Oscar Mondadori (Le scie), Milano, 1995.
- Emilio Lussu, Marcia su Roma e dintorni, Milano, Mondadori, 1968.
- Adrian Lyttelton, Cause e caratteristiche della violenza fascista, in Bologna '20, Bologna, Cappelli, 1982.
- Paolo Nello, L'avanguardia giovanile alle origini del fascismo, Laterza, Bari, 1978.
- Giuseppe Pardini, Roberto Farinacci ovvero della Rivoluzione Fascista, Le Lettere, 2007.
- Francesco Perfetti, Fiumanesimo, sindacalismo e fascismo, Bonacci, 1988.
- Sven Reichardt, Camicie nere, camicie brune, Società Editrice Il Mulino, Bologna, 2009.
- Massimo Rocca, Il primo fascismo, Roma, Volpe, 1964.
- Angelo Tasca, Nascita e avvento del fascismo. L'Italia dal 1918 al 1922, a cura di Sergio Soave, Firenze, La Nuova Italia, 1995. (La prima edizione francese apparve a Parigi nel 1938; la prima edizione italiana, con una nuova prefazione dell'autore, a Firenze nel 1950; ulteriore edizione Bari, Laterza 1965, con una premessa di Renzo De Felice).
- Nicola Tranfaglia, La prima guerra mondiale e il fascismo, TEA, 1995.
- Roberto Vivarelli, Storia delle origini del fascismo. L'Italia dalla grande guerra alla marcia su Roma, 3 voll., Bologna, Il Mulino, 1991.

#### Saggi
- Milan Pahor, 90 anni fa i fascisti incendiarono a Trieste la “Narodni dom” Archiviato il 5 marzo 2014 in Internet Archive., in Patria indipendente VII (2010), pp. 29-34.
- (DE)  Stefan Lechner, Der „Bozner Blutsonntag“: Ereignisse, Hintergründe, Folgen, in Hannes Obermair, Sabrina Michielli (a cura di), Erinnerungskulturen des 20. Jahrhunderts im Vergleich – Culture della memoria del Novecento a confronto (Hefte zur Bozner Stadtgeschichte/Quaderni di storia cittadina, 7), Bolzano, 2014. ISBN 978-88-907060-9-7, pp. 37–46.
- Matteo Millan, Lo squadrismo post-marcia. Pratiche e strategie della violenza politica fascista (1922-1925), Seminario permanente per la storia del socialismo, Ferrara, 10 giugno 2014.

#### Diari personali
- Bruno Frullini, Squadrismo fiorentino, Vallecchi, 1933.
- Mario Piazzesi, Diario di uno squadrista toscano, Seb, 2010.